# 美軍營養史

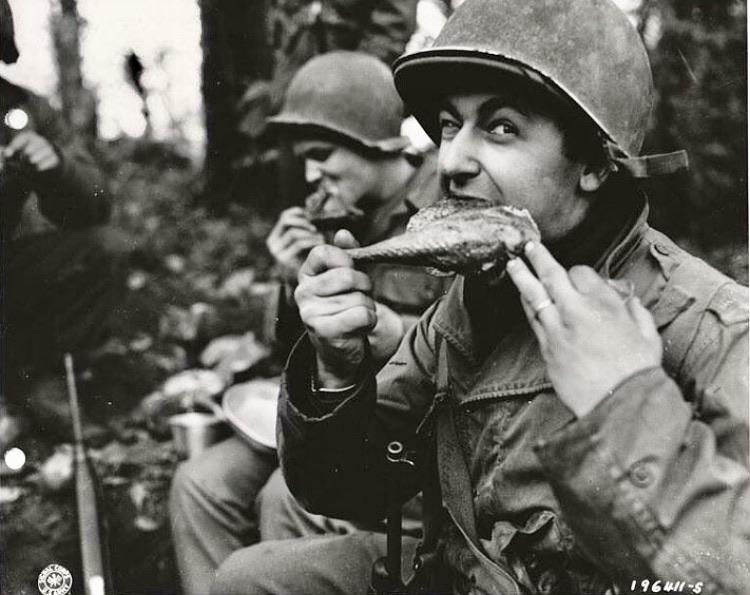
1944年盟軍由巴黎到萊茵的推進期間，一名美国陆军士兵正在大口享用感恩節火雞肉

根据食品研究技术的进步，以及改善美军士兵整体健康和营养状况的方法论，美国军事营养史大致可分为七个历史时期， 从美国建国至今。 通过医疗和军事专业人员的研究和指导，口粮和包装得到了持续和明显的改进。

## 内容
美国军事营养研究的第一个正式机构创建于 1917 年，当时外科医生办公室以“维护军队的营养利益”的名义，成立了一个食品部门。 目前，美国陆军的营养研究由国防部战斗进餐系统和研究计划（CFREP）主持，为所有战斗中的进餐系统提供研究、技术和工程基础。 陆军是作战研究与工程委员会（CFREB；前身为食品与营养研究与工程委员会）的执行机构。 CFREB 由国防研究和工程主任办公室主持，包括来自陆军海军、空军、海军陆战队和国防后勤局的代表。
美国陆军环境医学研究所 (USARIEM) 的军事营养部自 1986 年以来一直处于军事营养研究的前沿，解决现代军事人员的身体、生理和营养需求。

## 时代

### 1775–1917
1775 年，大陆会议 规定，大陆军队 的所有入伍人员除了提供肉和面包外，还应获得豌豆、豆类或蔬菜以及牛奶。 在当时，这是对军队饮食中需要更多新鲜食品的重要性。 由于当时（18 世纪后期）食品保存和冷藏技术尚未完善，因此，较易腐烂的物品很少可以在可食用得状态下交付给战场上的士兵。 没有新鲜的水果和蔬菜，许多士兵死于坏血病等疾病。 正因如此，大量美国士兵的整体健康和士气受到了影响。
美国总统 乔治华盛顿 意识到这种情况，并给国会致信，建议雇用新人员来纠正经营部门的问题。 国会随后指示战争委员会向军队供应酸菜、蔬菜、醋、啤酒和水果酒。
几十年后，为了响应 拿破仑·波拿巴 提供的 12000 法郎奖励，奖励为行军中的军队创造了一种保存食物的方法，尼古拉斯·阿佩尔 开发了一种将食物保存在密封瓶中的方法 . 拿破仑的手下将阿佩尔腌制食品的样品运送到海上，这些食品在几个月内保持新鲜。 十年后，英国商人 皮埃尔·杜兰德 为使用镀锡罐的类似方法申请了专利，到 1813 年，英国陆军 和海军获得了罐装食品。
美国内战期间，条件阻止了向部队提供所有口粮成分的充足供应和交付。 伤寒、腹泻和痢疾很容易通过污染水和食物供应而传播，这些疾病很常见，由这些疾病引起的死亡也很常见。
1861 年，弗吉尼亚军队 出版了《军属营地和医院烹饪指南》， 一本军营烹饪手册，内容由弗洛伦斯·南丁格尔撰写。 食谱强调肉类和牛奶（用于蛋白质）和全谷物、水果和蔬菜（用于碳水化合物）。 35年后，第一本《美国家庭食品指南》（1916 年）出版，提出了基本类似的建议。
1861 年，约翰·奥德罗诺 的《军队中保持健康的提示》 出版了包含第一个已知的士兵饮食指南，确定了有效军事饮食的优先事项。
内战后，开发了 1892 年的口粮，提供新鲜的肉、鱼和蔬菜。 尽管在食品加工、保存、储存和冷藏技术方面取得了进步，但由于这些技术尚未完善，食物往往会在长距离或温暖的气候中变质。 在美西战争期间，许多士兵因食物腐烂或发酵而患上了重病。 同样在 1892 年，上尉 查尔斯·伍德拉夫 进行了第一次军事营养调查，并获得了“美国军事饮食学说中最重要的学者”的称号。 通过他的研究，他观察到陆军口粮质量逐渐提高，并指出需要进一步研究和开发以确保这一趋势的延续。
虽然口粮继续改善，但易腐食品的广泛分发直到 第一次世界大战 才出现，当时技术进步使营地可以供应新鲜肉类、鸡蛋、奶制品和蔬菜的可能性。 在海外，美国士兵消耗了普遍充足的 潘兴驻军配给，缺乏乳制品和蔬菜产品。 这些问题后来随着“新军粮”的发展而被克服。

### 1917–1941
在 第一次世界大战 期间，军队和平民都面临粮食短缺问题，因此必须解决有关军事训练营粮食浪费的报告。 医学部食品与营养处，美国陆军（由 战争部 于1918 年成立）指示应进行营养调查以评估食品需求和经济性。调查结果表明，驻军口粮提供的食物过多，营养不均衡，脂肪含量高。 基于这些发现，开发了一种新的“训练口粮”以避免浪费。
《营养杂志》 的第一期由 美国营养学会 (AIN) 于 1928 年出版。 AIN 是第一个面向营养领域研究人员的独立科学协会。 它由陆军营养官约翰·穆林 (John R. Murlin) 共同创立。
当军事营养研究在第一次世界大战和第二次世界大战之间停止时，国际联盟成立了营养委员会，根据合理的营养科学原则提出详细的建议。 委员会的营养问题委员会发布了其最终报告，强调了绿叶蔬菜、水果和牛奶等食物的重要性。

### 1941–1953
国家科学院和国家研究委员会针对入伍男性营养状况不佳的观察结果，成立了一支力量来定义 营养素摄入的最低需求和安全边际。 使用现有数据，工作队指定了一组暂定的津贴，旨在解决平民和军事人员的营养需求。 这些津贴最终成为食品和营养委员会的 参考每日摄入量。
医学营养实验室（前身为食品和营养实验室，成立于 1942 年）与军需官食品和容器研究所的医学营养实验室一起开发并随后改进了个体 “D”，“K”，“C”，生存和紧急口粮。 到 1945 年 6 月，陆军有 157 名营养官。 1941 年至 1946 年间，进行了 30 多次野战口粮调查，以评估部队在不同环境中的健康、表现和营养状况。 1949 年，国会授权在 马萨诸塞州内蒂克 建造一个新的军需研究设施。 经过几次更名后，该设施最终被称为美国陆军纳蒂克士兵研究发展与工程中心。

### 1953–1974
1958年，位于 伊利诺伊州 芝加哥 的陆军医学营养实验室和位于 科罗拉多州 奥罗拉 的菲茨西蒙斯总医院的研发部门合并组成美国陆军医学研究中心 和营养实验室（USAMRNL）。 该机构很快成为全国领先的人类营养研究实验室，并开展了广泛而广泛的研究。 1973 年，USAMRNL 移至 旧金山 并成为莱特曼陆军研究所（LAIR）。
与此同时，1955 年成立了国防营养跨部门委员会 (ICNND)，以解决营养问题。 1967 年重组后，ICNND 发布了十个州的营养调查， 探索严重饥饿、营养不良和相关健康问题等问题。 该报告的调查结果促使创建了 粮票计划（1974 年）、老年人营养计划、妇女、婴儿和儿童（WIC）补充营养计划（1972 年）、 USDA 学校早餐计划（1975 年永久授权），军队膳食改革，以及 NIH 资助的营养研究中心的建立。

### 1974–1980
莱特曼陆军研究所 (LAIR) 处于军事营养研究的最前沿，并在 1970 年代后半期在医学、光学、毒理学和营养学的各个领域进行了研究。 营养研究的目标是开发新的方法来测量营养摄入、识别食物中的污染物、评估士兵饮食的营养充足性以及评估选定军事餐饮设施的喂养系统变化。 科学家们还进行了研究，探索维生素 A 等营养素的具体作用和机制， 维生素C， 碳水化合物， 硫胺素， 铁 和其他几个。 虽然主要是出于军事考虑，但 LAIR 及其前身实验室的科学家们也为适用于人体的营养的一般理解贡献了重要知识。 除其他事项外，他们还提出了对水、维生素和矿物质的需求建议，并提供了关于卡路里缺乏影响的见解。
在 1970 年代后期，一系列陆军管理决定和国会指令威胁要废除 LAIR 的营养研究计划。 艾伦·L·福布斯 博士强烈主张在 LAIR 继续进行营养研究，并指出“看到我们拥有的最好的临床营养研究机构解散将是极端悲惨的。” 尽管 LAIR 的那些人做出了巨大的努力和成就，但在陆军和国会优先决定之后，陆军营养研究计划于 1980 年暂停。 陆军军事营养计划的所有资产都转移到 加利福尼亚州 戴维斯 的美国农业部西部人类营养研究中心。

### 1980–1986
尽管陆军研究计划已暂停，但国防部继续进行营养研究。在 1980 年代初期，一些军事营养研究继续在海军健康研究中心、海军潜艇医学研究实验室、内蒂克研发实验室的食品工程实验室进行。陆军外科研究所、陆军传染病医学研究所和沃尔特里德陆军研究所。在国家研究委员会的军事人员供应咨询委员会 (ABMPS) 观察到武装部队食品计划对营养的关注不足之后，授予资金以建立食品和营养委员会 (FNB) 军事营养研究委员会 (CMNR)。自 1982 年成立以来，CMNR 已发布 50 多份报告，其中包含向国防部提供的有关营养相关优先事项的分析、指导和建议。
在 1980 年代，开发了新的饲喂系统，包括 MRE 和 T 口粮。 MRE（即食食品）是装在软袋中的完整餐食，取代了不太充足的“C-口粮”。 加热即食托盘包装“T”口粮的开发是为了在没有厨师时提供热餐选择。 1983 年，田间试验开始测试 MRE 口粮是否足以长期维持生计，引发了人们对减肥的担忧。 在这些试验之后，在 U.S. 陆军环境医学研究所。 营养特别工作组的首要目标之一是完成对口粮的密集现场试验，以测试长时间的口粮接受度和摄入量。 1980 年代后半期继续投资于军事营养研究，并于 1986 年营养特别工作组成为军事营养司。

### 1986–present
1986 年，美国陆军在基础和应用军事营养科学领域重新走在了领先地位，由国防部战斗进餐系统和研究计划 (CFREP) 主持，并为战斗进餐系统系统提供了研究、技术和工程基础。 从那时起，U.S. 陆军环境医学研究所（USARIEM）一直处于生理和营养需求研究的前沿，以满足现代军事人员的需求。
军事营养部与 彭宁顿生物医学研究中心 合作，在了解在极端环境中表现的健康个体的能量和营养需求方面取得了多项科学进展，解决了全面的菜单修改问题，并使改进的  食物成分数据库，并为士兵制定了体重控制干预计划。 该联盟还允许研究提高绩效的口粮成分 (PERC)，将人类绩效提高至少 15%，并导致诸如 HOOAH！ 能量棒 和 ERGO（能量丰富的葡萄糖优化）能量饮料。
在 1990 年代，进行了几项营养研究，包括营养对免疫功能的影响、营养干预和高压力训练期间对疾病的易感性以及能量平衡在抗病性中的作用的研究。 后一项研究直接的影响 美国陆军游骑兵 训练和其他高强度计划。
通过现代研究，已经为在高海拔和极端温度下工作的士兵和人员确定了口粮和补水要求。 USARIEM 军事营养部门的科学家与 彭宁顿生物医学研究中心的科学家们一起，继续改进口粮技术，解决营养问题，制定新的士兵体重管理计划，并通过军事营养研究优化作战人员的表现。